# Grivasti pavijan
Grívasti pávijan (tudi paviján; znanstveno ime Papio hamadryas) je vrsta pavijana, ki spada v družino opic Starega sveta. Je najbolj severno naseljen pavijan, domoroden na Afriškem rogu in jugozahodni konici Arabskega polotoka. V okoljih, kjer živijo grivasti pavijani, je manj naravnih plenilcev kot v osrednji ali južni Afriki, kjer živijo druge vrste pavijanov. V Starem Egiptu je bil sveta žival, ki je imel v njegovem verstvu več vlog,  zato se imenuje tudi sveti pavijan.

## Opis
Razen presenetljivega spolnega dimorfizma (samci so pogosto dvakrat večji kot samice, kar je običajno za vse pavijane), ta vrsta kaže tudi spolni dihromatizem. Krzno samcev je srebro-bele barve in ima izrazito grivo, ki se razvije  okoli desetega leta starosti, medtem ko so samice rjave barve in nimajo grive. Obrazi so od rdeče do temno rjave barve.
Samci so dolgi do 80 cm in tehtajo 20-30 kg. Samice so dolge 40-45 cm in tehtajo 10-15 kg. Repi merijo 40-60 cm in se končajo z majhnim  čopom. Mladiči so temne barve in po enem letu posvetlijo. Samice spolno dozorijo pri približno 51 mesecih, samci  pa pri 57-81 mesecih.

## Življenjsko okolje
Naselitveni prostor grivastih pavijanov se razteza od Rdečega morja v Eritreji do Etiopije, Džibutija in Somalije in na Arabskem polotoku v Jemenu in Saudovi Arabiji.  Živijo v polpuščaskem, savanskem in skalnatem okolju s stenami, kjer lahko varno spijo in najdejo vodo. So vsejedi, prilagojeni na relativno suho življenjsko okolje. V deževnem obdobju se hranijo z raznoliko hrano, vključno s cvetjem, semeni, travo, koreninami in listi akacij.  V sušnem obdobju jedo liste drevesa Dobera glabra in sisala. Uživajo tudi insekte, plazilce in male sesalce.  Opazili so tudi, da je grivasti pavijan nesel mrtvega dik-dika.
Letnim časom je prilagojeno tudi pitje vode. V mokrih obdobjih jim do vode ni treba hoditi daleč, v sušnih obdobjih pa imajo do tri jame s stalno vodo, ob katerih popoldne pogosto poležavajo. V bližini naravnih vodnih jam izkopljejo tudi svoje.

## Družabno življenje

### Družbena ureditev
Pavijani imajo nenavadno štiriplasto družbeno ureditev. Večina družbenih interakcij se dogaja v majhnih skupinah ali  haremih z enim samcem in do deset samicami z mladiči, ki jih vodijo in varujejo samci. V skupino  je običajno vključen mlajši »spremljevalec«, samec, ki je lahko v sorodu z vodjem skupine. Dva ali več haremov se pogosto združuje v klane.  Znotraj klana so dominantni samci verjetno bližnji sorodniki. Domiinacija temelji na njihovi starosti. Naslednja organizacijska skupina je truma, v kateri so dva do štirje klani in šteje do 200 živali. Trume običajno potujejo in spijo v skupini. Samci in samice redko zapustijo svojo trumo. Dominantni samci preprečujejo mladičem in mladostnikom, da bi se družili z vrstniki iz drugih trum. Trume se lahko med seboj stepejo za hrano in drugo. Glavni bojevniki so običajno samci, vodje skupin.  Več trum se lahko združi v trop. Več trum iz istega tropa pogosto deli skalno steno, na kateri spijo.

### Obnašanje skupine
Grivasti pavijani se od drugih pavijanov in makakov značilno razlikujejo po tem, da je njihova družba strogo patriarhalna. Samci omejujejo gibanje samic z ostrimi pogledi, vlečenjem in grizenjem, če se preveč oddaljijo od skupine. Samci včasih poskušajo dobiti samice iz drugih haremov, kar ima za posledico agresivne borbe. Mnogo samcem uspe dobiti samico iz drugega harema, kar se imenuje »prevzem«. Vizualne grožnje, ki običajno spremljajo takšne borbe, vključujejo hitro mežikanje in istočasno režanje z razkazovanjem zob. Podobno kot pri drugih vrstah tudi grivasti pavijani v borbah za talce jemljejo mlade samce iz drugih haremov, vendar zaradi sorodstvenih vezi  znotraj istega klana običajno spoštujejo socialne vezi svojih bližnjih. Razen tega samice dajejo prednost določenim samcem, kar rivalski samci upoštevajo.  Manjša naklonjenost vodilnemu samcu harema pomeni večjo verjetnost, da jo bo tekmec uspel osvojiti. Mlajši samci, pogosto »sledilci«, lahko ustanovijo svoje hareme s spretnim prepričevanjem nezrelih samic, da mu sledijo. Samci lahko tudi nasilno ugrabijo mlado samico.  Stari samci pogosto prepustijo svoje samice sledilcem kmalu potem, ko izgubijo svoje moške značilnosti. Na starost hitro izgubijo težo, srebrna barva kožuha pa se spremeni v rjavo, kakršne so samice.   Medtem ko samci večine drugih vrst izženejo starejše samce v posebne trope, ostanejo samci grivastih pavijanov v svojem tropu in se povezujejo z drugimi  samci z enakim družbenim položajem.
Za grivaste pavijane se je v preteklosti domnevalo, da se po odhodu samice iz skupine vezi s sorodnicami prekinejo. Kasnejše študije so dokazale, da samice ohranjajo tesno povezanost s svojimi sorodnicami skozi celo življenje. Samice lahko z drugimi haremskimi samicami preživijo približno toliko časa kot s haremskimi samci. Nekatere samice imajo stike tudi s samicami iz drugih haremov.  Nič nenavadnega ni niti to, da samice iz iste rojstne skupine  končajo  v istem haremu. Samice se lahko družijo in pomagajo svojim širšim družinam kljub temu, da njihovo vzajemno delovanje nadzirajo haremski samci.
Samice znotraj harema ne kažejo nobene dominacije, kar je pazno tudi za druge vrste pavijanov in makakov. Haremski samci zatrejo vsako agresivnost samic in preprečijo vsak poskus vzpona v haremski hierarhiji.  Nekaj socialnih razlik med samicami kljub temu obstaja. Nekatere so socialno bolj aktivne in imajo tesnejše vezi s haremskim samcem. Te samice, tako imenovane »centralne samice«, se zadržujejo bliže haremskemu samcu kot druge.  Samice, ki večino časa preživijo dlje od haremskega samca, se imenujejo »periferne samice«.

### Razmnoževanje in starševstvo
Grivasti pavijani se parijo sezonsko, tako kot drugi pavijani. Parijo se predvsem dominantni samci, včasih in skrivaj tudi nedominantni. Večina starševstva je prepuščena samicam. Samice dojijo in negujejo mladiče, ena od samic v skupini pa lahko neguje mladiča, ki ni njen. Pavijanke so zelo zaščitniške in pozorne  matere. Dominantni samci preprečujejo drugim samcem stike s svojimi mladiči in jih branijo pred plenilci. Mlajšim samcem dovoljujejo, da skrbijo zanje in se igrajo z njimi. Če samico prevzame drug samec, samica razvije spolne znake, ki verjetno preprečujejo, da bi novi samec ubil njene mladiče s prejšnjim samcem. Ko samci dosežejo puberteto,  kažejo igrivo zanimanje za dojenčke.  Včasih jih tudi ugrabijo, tako da jih zvabijo stran od harema in jih nosijo na hrbtu. To pogosteje počnejo spremljevalci. Ugrabitve lahko povzročijo dehidracijo in stradanje  mladiča.   Mladiča ugrabitelju običajno odvzame vodja harema kot zaščitnik svojih potomcev.

## Stiki z ljudmi

### Upodabljanje v egipčanski kulturi
Grivasti pavijani so se pogosto pojavljali v staroegipčanski umetnosti, ker so bile svete živali, posvečene velikemu bogu Totu, ki je bil, med drugim, tudi božji pisar. Kot grivasti pavijan je bil upodobljen tudi Totov spremljevalec Astennu, ki je zapisoval rezultate tehtanja srca. Astennu je bil tudi eden od štirih grivastih pavijanov, ki so čuvali ognjeno jezero v staroegipčanskem podzemlju Duatu.  Preddinastični Astennujev predhodnik je bil Babi ali »bik pavijanov«,  krvoločen bog, ki je po smrti grešnikov pojedel njihovo drobovje. Pravičnim je  po smrti podelil  nezmanjšano spolno moč in jih s svojim penisom kot jamborom popeljal v egipčanski raj.
Včasih so kot grivastega pavijana in ne ibisa, pogosto z luno na glavi, upodobili tudi Tota. Kot človeka s pavijanovo glavo so upodabljali tudi Hapija, enega od štirih Horovih sinov, ki so čuvali mumificirane notranje  organe pokojnih. Hapi je čuval pljuča in bil kot grivasti pavijan upodobljen na pokrovu kanopskega vrča.

### Sodobna umetnost
Veliki sveti grivasti pavijan spada med najslavnejše kipe italijanskega kiparja Rembrandta Bugattija.

### Ogroženost
Največja grožnja obstoju grivastega pavijana je pretvarjanje divjine v polja in pašnike. Pavijanovi  edini naravni sovražniki so lisasta in progasta hijena in leopard, ki še vedno živijo v njegovem življenjskem okolju. Svetovna zveza za varstvo narave  je leta 2008 grivastega pavijana uvrstila med manj ogrožene vrste.  Trenutno je ogrožen samo lokalno zaradi širjenja kmetijstva in namakalnih sistemov.  Največ grivastih pavijanov živi v Narodnem parku Yangudi Rassa, zavetišču za divje živali  Harar in več rezervatih v spodnji dolini reke Avaš in severni Eritreji.